# Baureihe 295
Baureihe 295 – niemiecka lokomotywa spalinowa produkowana w latach 1965-1972 dla DB. Jest to przebudowana na zdalne sterowanie seria lokomotyw BR 290, zbudowanych na podstawie serii V100